# Чорноголовий королець
Чорноголовий королець (Melanodryas) — рід горобцеподібних птахів родини тоутоваєвих (Petroicidae). Представники цього роду мешкають в Австралії та на сусідніх островах, в тому числі на Тасманії.

## Види
Міжнародна спілка орнітологів визнає два види:
- Королець чорноголовий (Melanodryas cucullata)
- Королець брунатний (Melanodryas vittata)

## Етимологія
Наукова назва роду Melanodryass представляє сполучення слів дав.-гр. μελανος — чорний і δρυαδος — дріада.